# ソニーカード
ソニーカード（Sony Card）は、三井住友カード株式会社が発行するクレジットカードである。

## 概要
ソニーファイナンスインターナショナル（SFI）の事業整理の一環として、2011年5月1日付けで同社のプロパーカードである「Sony Card（2代目）」事業をソニー銀行へ譲渡。これにより従来の信販系（狭義には電機メーカー系）から銀行直接発行のクレジットカードへ転換し「Sony Card（3代目）」として再スタートを切った。2代目の事業インフラをそのまま引き継ぎ、三井住友カードのVISA発行ライセンスを使用して運営しているが、SFIから提携カード事業を譲受したゴールドポイントマーケティング同様に発行会社としてVJAには加盟していない。
2013年9月にソニー銀行は「Sony Card（3代目）」の新規入会を取りやめると共に2014年5月31日を以てサービスを終了する旨を発表。2014年2月1日より三井住友カードが発行会社となるソニー銀行との提携カード「ソニーカード クラシック/ゴールド（4代目）」が募集・発行開始されている。

## 変遷

### 初代「Sony Card」（ハウスカード）
Sony Cardは、SFIにより1983年からソニー特約店の顧客向けに発行を開始したクレジットカードで、ソニーショップやソニー特約店でのショッピングのみ使えるハウスカードであった。俗に特約店カードとも言われた。
- 1991年頃までに、およそ100万枚発行したとされる。後年、利用可能枠が100万円の「Sony Gold Card（ソニーゴールドカード）」も募集・発行された。2009年11月に取り扱いを終了、既存会員は強制退会となった。

### ソニーカードエンタテイメント
Sony Card Entertainmentは、ユーシーカード・ディーシーカード(現:三菱UFJニコス)・ミリオンカード（現:三菱UFJニコス）の提携3社何れかのカード（国際ブランドはVISA及びMasterCard）にソニーカード（ハウスカード）を一体化したスイッチカードであり、1992年12月から募集・発行を開始した。その後JCB提携カードも発行されている。
- 電機メーカー系信販会社の中で国際ブランドの付いた汎用クレジットカードを発行したのは日立クレジット（現在の三菱HCキャピタル）に次いで2番目であった。
- スイッチカードとして提携カード会社のプロパー（一般）カードと同等のサービスが利用できるほかに、独自の特典としてソニー特約店で購入したソニー製品（除外製品あり）のメーカー保証が通常1年間のところ5年間保証となる「修理保証サービス」と、購入日から1年以内に破損・火災・盗難などに遭った場合に修理費あるいは購入金額を支払う動産保険制度「ソニープロダクツセキュリティ」が付帯されているのが特徴であった。なお、このうち修理保証サービスについては2009年3月を以って終了、カードの新規募集も2010年3月までに終了している。
- 1990年代後半から2000年にかけて、So-netやスカイパーフェクTV! などとの提携カードも発行されたが、これらも提携打ち切りとなった。あるものは提携先（UC・DC・UFJ・JCB）からの発行へ移行、またあるものはMy Sony Card提携版として継続するが、後者については全て発行を終了している（後述）。

### My Sony Card
ソニーファイナンスが発行する事実上のプロパーカードで、2002年4月より「My Sony Card」として自社単独発行を開始。個人一般向けに募集されたFelica搭載の国際クレジットカードとしては日本初である。
- ポストペイ決済であるeLIOと電子マネーEdyの機能がカード内部のFelicaに搭載され、国際ブランドとして三井住友カードからのライセンス供与によりVISAが付帯され、国内ではVJA提携ATM・CD網で、海外ではPLUS網のATMでキャッシングが出来る。
- eLIO（エリオ）は、SFIが新規に創設したネットショッピング専用のカードブランド[2]で、加盟店ではPaSoRiなどの対応ICカードR/W上にeLIOカードを置くだけで認証と決済が出来る。また、2004年夏からはNTTドコモのおサイフケータイ対応機種で、事前にeLIOカードの登録（紐付け）を済ませ、携帯電話での対応通販サイトで決済時に、パスワードを入力するだけで決済が完了する「eLIOオーダー」というサービスも開始された。同様のサービスは2007年よりNTTドコモのiDにおいて「ネット決済」として取扱が開始され、2014年現在も商用サービスとして取り扱われている。
- eLIO・VISA加盟店で購入したソニー製品に対して、ソニーカードエンタテイメントと同じく「ソニープロダクツセキュリティ」が付帯されている。
- My Sony Cardは2001年11月頃のプレス発表やマスコミ報道の時点ではSony Cardという仮称であったが、前述の「Sony Card（ハウスカード）」の後継ではない全く新たなもので、他社のVISAアクワイヤーと契約していない従来の特約店カードの加盟店では、同じSFI発行でありながらeLIOカードでの決済は出来ない。

### Sony Card Gold
2005年からはMy Sony Cardのゴールドカード版として「Sony Card Gold」が登場。一通りのカードサービスの他、いわゆる「ソニーファン」向けに銀座ソニービルなどで会員限定の展示会参加などの特典があった。
- 2009年8月31日に新規募集を停止し、2010年6月30日を以て利用を停止した。2代目Sony Cardへの移行は行われず、継続したい場合は任意で新規申し込みする必要が生じた。カードのデザインは先の2001年に報道発表したSony Cardとゴールドカラーであること以外はほぼ同一である。

### 2代目「Sony Card」
2007年4月2日より「My Sony Card」は黒色デザインの「Sony Card」にリニューアルした。名称だけの変更ではなく、前年度1回以上（Edyチャージを除く）の利用がない場合、年会費2,100円がかかるようになったなど細部に変更点がある。
- 2009年8月31日に新規募集を停止し、2010年6月30日を以て当代Sony Cardのサービス終了。2010年5月31日までに会員番号を改めた3代目Sony Cardが更新発行される事になったが、利用状況によっては審査の結果更新されず、6月30日を以て退会扱いとなるケースも存在した。

### 2通貨決済機能付きSony Card
2008年10月よりソニー銀行の円貨普通預金口座と米ドル建て外貨普通預金口座保有の20歳以上の者を対象に募集が開始された。
- 基本的な機能はSony Cardと共通であるが、日本円建及び日本円に換算される米ドル以外の外貨建利用分は円預金口座から支払われ、米ドル建の利用分はそのまま米ドル外貨普通預金口座からに支払われる[3]という、ユニークな機能を持つ。「シティ・ドルカード」（新規募集終了）など、全ての代金を米ドル外貨普通預金口座で支払うカードは日本国内での利用が制限される場合があるが、本券種は通常のSony Cardと同様に利用可能。年会費は5,250円。2代目Sony Cardと異なり、更新審査をせずそのまま継続されたが、2010年6月を以て、搭載されているeLIOとキャッシングが廃止され使用不可となっている。また、リニューアル以降の更新分及び新規発行分のカードデザインは3代目Sony Cardに準ずるものへ変更されていた。

### 3代目「Sony Card」
2010年5月より発行開始（一時新規募集を停止、同年8月頃から再開）。当代及び2通貨決済機能付きタイプがソニー銀行へ引き継がれてた。
- カードデザインはそのままで背景色が従来の黒からエメラルドグリーン色に変更され、植物を原料としたプラスチック素材が使われている。基本的なクレジットカード機能及びEdy機能は2代目Sony Cardと変わりはないが、キャッシング・eLIO機能[4]・ゴールドカードが廃止され、利用状況に関わらず一律で年会費（本会員1,312円、家族会員420円）の徴収が行われるようになった。
- 当代及び2通貨決済機能付タイプとも2013年7月29日に新規募集を停止し、2014年5月31日を以てサービス終了。

### ソニーカード クラシック/ゴールド（4代目）
2014年2月より発行開始。三井住友カードが発行元となるソニー銀行の提携カードであり、入会審査・請求・問い合わせ窓口（FOR YOUデスク）・会員サービス（Vpass）など、三井住友カードによる提供となっており、同社の提携カードとして「マイ・ペイすリボ」による年会費割引や三井住友カードiDの利用も可能。
- カードデザインは先代そのままで、背景色が金色（ゴールド）又はやや灰色がかったラメ入りの白色（クラシック）に変更しており、ゴールドカードが復活している。
- ソニーグループの特典として、ソニーストアやソニービルでの割引は提供されているが、先代にあったSo-net利用割引や2通貨決済機能は、ゴールド・クラシック共に提供されない。ポイントについては、三井住友カードのワールドプレゼント(現:Vポイント)が適用となり、会員の任意で、ソニーポイントや他の景品へ交換することが可能である。

## 提携カード
かつては、アーティストやテレビ・ラジオ局のファンクラブや店舗の会員証機能、さらには社員証や湘北短期大学の学生証など身分証機能を一体化させたカードなど、一電機メーカーの子会社の枠に留まらず多くの企業・団体と提携したカードが発行されていた。
中でも、郵政民営化以前に存在した郵貯ジョイントカードの内、エーエム・ピーエム・ジャパンとの提携で発行されていた「am/pm Earth Edy Card 郵貯」は、VISA・eLIO・Edy・郵貯キャッシュサービス・J-Debitの各決済機能に、am/pmでの Edy オートチャージ機能と「Club ap」の会員証機能が自動付帯されるなど、発行当時においては、日本で最も多くの機能を備えたカードであった。
また、変わり種としては、親会社・ソニーと競合関係にあるNEC系のインターネットサービスプロバイダである「BIGLOBE」との提携カードや、VISA機能を持たないサトーカメラとの提携カード「SatocameManyカード」等も発行されていた。
しかし、クレジットカード事業見直しに伴い、事業譲渡が決まらなかった提携カードについては、順次廃止（終了日を以て有効期限に関わらず、クレジットカードが無効になる）され、最後に残った「ヨドバシカメラ ゴールドポイントカードIC eLIO」も、2010年（平成22年）10月31日に終了し、翌11月1日にゴールドポイントマーケティングへ、会社分割方式で営業譲渡した。

### 過去の主な提携カード
| カード名称                                   | 提携先                    | 提携終了日     | 備考                                 |
| -------------------------------------------- | ------------------------- | -------------- | ------------------------------------ |
| ANA eLIOカード                               | 全日本空輸                | 2009年6月30日  |                                      |
| SENRi CARD                                   | 大江千里                  | 2009年9月30日  |                                      |
| Fanticlub Card                               | 松田聖子                  | 2009年9月30日  |                                      |
| ロヂャースeLIOカード                         | ロヂャース                | 2009年9月30日  | 脚注参照                             |
| chemistry card                               | ケミストリー              | 2009年10月31日 |                                      |
| メルスプランメンバーズカード                 | メニコン                  | 2009年11月30日 |                                      |
| J-WAVE PASS                                  | J-WAVE                    | 2010年1月31日  |                                      |
| ZIP-PASS                                     | ZIP-FM                    | 2010年1月31日  |                                      |
| FUNKY802 WEBMATE plus CARD                   | FM802                     | 2010年1月31日  |                                      |
| BIGLOBE eLIOカード                           | NECビッグローブ           | 2010年1月31日  |                                      |
| ジョイフル本田グループeLIOカード             | ジョイフル本田            | 2010年1月31日  | ジャックスへ移管                     |
| Quadra pass                                  | 西日本高速道路            | 2010年1月31日  |                                      |
| GEO +one CARD                                | ゲオ                      | 2010年1月31日  |                                      |
| Cinema point card                            | 109シネマズ               | 2010年2月28日  |                                      |
| ぷららカード                                 | NTTぷらら                 | 2010年3月31日  |                                      |
| My So-net Card                               | So-net                    | 2010年3月31日  |                                      |
| CPコスメティクスカード                       | CPコスメティクス          | 2010年3月31日  | 住信SBIネット銀カードへ移管          |
| ヨドバシカメラ ゴールドポイントカードIC eLIO | ヨドバシカメラ            | 2010年10月31日 | ゴールドポイントマーケティングへ移管 |
| K's CLUB eLIOカード                          | ギガスケーズデンキ        |                |                                      |
| am/pm Earth Edy Card                         | am/pmジャパン             |                | 郵便貯金共用カード機能無し版         |
| Marunouchi Card eLIO                         | 三菱地所                  |                |                                      |
| k-touch                                      | 神奈川新聞社 テレビ神奈川 |                |                                      |
| My Sony Card 郵貯                            | 日本郵政公社              |                |                                      |
| Cinema point card                            | 東急レクリエーション      |                |                                      |